# Amphirhachis
Amphirhachis är ett släkte av steklar. Amphirhachis ingår i familjen brokparasitsteklar.
Kladogram enligt Catalogue of Life:
| Amphirhachis | \| \| Amphirhachis fasciata \| \| \| \| \| \| Amphirhachis nigra \| \| \| \| \| \| Amphirhachis quadripunctata \| \| \| \| \| \| Amphirhachis rubriventris \| \| \| \| |
|              | \| \| Amphirhachis fasciata \| \| \| \| \| \| Amphirhachis nigra \| \| \| \| \| \| Amphirhachis quadripunctata \| \| \| \| \| \| Amphirhachis rubriventris \| \| \| \| |
|              | Amphirhachis fasciata |
|              | |
|              | Amphirhachis nigra |
|              | |
|              | Amphirhachis quadripunctata |
|              | |
|              | Amphirhachis rubriventris |
|              | |